# Ospedale di Santo Spirito (Bolzano)
L'ospedale di Santo Spirito (in tedesco: Heilig-Geist-Spital) è stato un edificio di Bolzano adibito ad ospedale, attivo tra la fine del XIII e la fine del XIX secolo.

## Storia
L'edificio venne realizzato tra il 1271 ed il 1272 di fronte all'ingresso del duomo di Bolzano, e gestito inizialmente dagli Ospedalieri di Santo Spirito. Presto la struttura si sviluppò, acquisendo anche un certo numero di proprietà terriere, e passò in gestione comunale.
A capo della struttura vi era un Spitalmeister o Spitalobrist, nominato dal patriziato cittadino. Degno di nota il fatto che nel XIV secolo furano nominate anche donne a reggere l'istituto; esse sono, tra 1302 e 1331, una certa Frau Heilwig, tra 1332 e 1335 Elisabeth Scharendoyer (o Scharendeuer) di Appiano, e tra 1365 e 1369 Beneschruda Schwarzmann di Bolzano.
Nel XIX secolo, tuttavia, la professionalizzazione sempre maggiore delle professioni sanitarie rese la struttura obsoleta, e nel 1854 venne inaugurato il nuovo ospedale, il cui edificio ospita oggi il rettorato della Libera Università di Bolzano. Nel 1886 l'edificio fu venduto alle Imperial-Regie Poste e Telegrafi (Österreichische Post- und Telegraphenverwaltung), che tra il 1889 ed il 1890 vi edificarono l'attuale palazzo delle Poste.
L'unica testimonianza rimasta dell'ospedale è la vasta cantina, con la sua rampa di accesso, che è un bene architettonico tutelato dal 2005.
L'ingente archivio dell'ex ospedale oggi è conservato, in diversi tronconi, presso l'Archivio Provinciale di Bolzano, l'Archivio Storico della Città di Bolzano e il Tiroler Landesarchiv di Innsbruck.